# Équipe de Grande-Bretagne masculine de volley-ball
Cet article traite de l'équipe masculine. Pour l'équipe féminine, voir Équipe de Grande-Bretagne féminine de volley-ball.
L'équipe du Royaume-Uni de volley-ball est composée des meilleurs joueurs britanniques sélectionnés par la British Volleyball Federation (BVF). Elle est classée au 105e rang de la FIVB au 15 janvier 2010.

## Sélection actuelle
Sélection pour les Jeux Olympiques 2012.

Entraîneur : Harry Brokking  Pays-Bas ; entraîneur-adjoint : Joel Banks 

## Palmarès et parcours

### Parcours

#### Ligue européenne
| - 2004 : non participant - 2005 : non participant - 2006 : non participant - 2007 : non participant - 2008 : 9e - 2009 : 7e - 2010 : 7e |